# Neomurciella
Neomurciella es un género de foraminífero bentónico de la subfamilia Rhapydionininae, de la familia Rhapydioninidae, de la superfamilia Alveolinoidea, del suborden Miliolina y del orden Miliolida. Su especie tipo es Neomurciella butterlini. Su rango cronoestratigráfico abarca desde el Selandiense (Paleoceno medio) hasta el Thanetiense (Paleoceno superior).

## Clasificación
Neomurciella incluye a la siguiente especie:
- Neomurciella butterlini †